# Хаттатов, Сеитджелиль Усеинович
Сеитджели́ль Усеи́нович Хатта́тов (крымскотат. Seitcelil Üsein oğlu Hattat, Сеитджелиль Усеин огълу Хаттат; 1873, Бахчисарай, Таврическая губерния — неизвестно (предположительно 1941 год, Каннские лагеря Красноярского края на станции Решоты или, по другим данным, 17 апреля 1938 год) — крымскотатарский педагог, политик и просветитель; после революции 1905—1907 годов присоединился к движению младотатар, участвовал в общественно-политической жизни Крыма. В 1917 году принимал активное участие в организации Временного крымского мусульманского исполнительного комитета (ВКМИК). Был репрессирован по так называемому делу о «националистической партии „Милли-фирка“» и дважды отбывал наказание в системе ГУЛАГ. Постановлением Крымского областного суда от 18 июня 1957 год он был реабилитирован.

## Биография

### Детство и юность
Родился в 1873 году (по другим данным, в 1874 году, а согласно книге «Реабилитированные историей. Автономная Республика Крым» в 1887 году.) в семье служащих в Бахчисарае. В 1894 году окончил Симферопольскую татарскую учительскую школу.

### Начало политической деятельности
Приветствовал российскую революцию 1905—1907 годов. В период после революции активно участвовал в движении младотатар (лидером был депутат Государственной Думы второго созыва Абдурешид Медиев; политическим центром младотатар был город Карасубазар, печатным органом движения выступала газета «Ветан хадими» («Слуга Родины»), занимался педагогической деятельностью, был избран гласным Бахчисарайской городской думы.
В 1913 году Хаттатов подал на рассмотрение членов думы проект открытия полноценного института для мусульман в Крыму; в своём обращении к членам думы 20 февраля 1913 года он также отметил, что тогдашнее положение мектебов на полуострове «более чем жалкое, как в учебном, так и воспитательном отношениях», а открытие нового учебного заведения позволило бы осуществлять значительно более качественную подготовку педагогических кадров специально для крымскотатарских школ.

### Крымская народная республика
В результате его агитационной и организационной деятельности 25 марта 1917 года под его председательством состоялся съезд мусульман Крыма, признанный Временным правительством России, на котором Сеитджелиль Хаттатов был избран членом Временного крымского мусульманского исполкома, делегатом Всероссийского мусульманского съезда. ВКМИК принял «Политическую программу татарской демократии», где наряду с общедемократическими требованиями говорилось о создании «Федеративной демократической республики в единении с другими народами, населяющими Крым». В этот период Хаттатов — одна из самых, наравне с Номаном Челебиджиханом и Джафером Сейдаметом, значимых фигур в национальном движении крымских татар. При его активном участии готовился Первый Курултай крымскотатарского народа.
В Директории в декабре 1917 года Хаттатов занял пост директора (с полномочиями министра) финансов и вакуфов. В январе 1918 года Крымская народная республика и её силы были разогнаны силами Севастопольского совета, образовалась ССР Тавриды, которую в свою очередь разогнали в апреле 1918 года немецкие оккупационные войска. Под их властью в Крыму до ноября 1918 года действовало Первое крымское краевое правительство, где крымские татары получили часть руководящих постов.
Осенью 1919 года когда левое крыло «Милли-Фирка» во главе с Али Боданинским уже сотрудничало с большевиками, деникинской контрразведкой были ненадолго арестованы Сеитджелиль Хаттатов, Абляким Ильми, младший брат Али Усеин Боданинский, Мустафа Бадраклы, Халил Чапчакчи, Сейдамет Кезлевли, жена Али Боданинского Анифе.
После утверждения Советской власти в ноябре 1920 многие активисты «Милли-Фирка» стали участниками советского государственного строительства. В 1921 году в Симферополе на I Всекрымском учредительном съезде Советов Сеитджелиль Хаттатов был избран кандидатом в члены КрымЦИК.

### Репрессии и смерть
В 1928 году после расстрела Вели Ибраимова (реабилитирован в СССР в 1990 году, независимо на Украине в 1993 году) было начато дело № 64513 «о контрреволюционной организации „Милли Фирка“», в частности в нём говорилось:
```
После ликвидации наиболее сильной и авторитетной опоры уголовно-политического бандитизма в Крыму – велиибраимовской группы – открылась возможность к проведению дальнейшей углубленной разработки по окончательной ликвидации бандитизма и его корней среди крымских татар. В результате этой разработки выявилось существование в Крыму организованного ядра, вполне оформленной политической контрреволюционной партии «Милли-Фирка», сохранившей свой основной костяк с момента своего зарождения в 1917-1918 годах.
```

По этому делу были арестованы 63 человека, среди них 27 июня 1928 года был и Сеитджелиль Хаттатов. В обвинении о нём было сказано так:
```
Активный деятель Курултая в Крыму и нацдиректории в 1917-1918 гг., по заданиям которой ездил в Турцию для получения поддержки по борьбе с большевиками и один из организаторов «М-Ф».
```

Изначально Хаттатов был приговорён к высшей мере наказания, однако после приговор был заменен на 10 лет лагерей. Наказание Сеитджелиль Усеинович отбывал на Беломорканале, а затем на Соловках. Освободился досрочно осенью 1936 года. В целях безопасности принял решение не возвращаться в Крым и поэтому поселился сначала в Мелитополе, а после на станции Сокологорная, где устроился на работу в железнодорожном буфете. В июне 1937 года он вновь был арестован и отправлен в Симферопольскую тюрьму. Хаттатова обвинили по статье 58-6, 8, 11 УК РСФСР — как руководителя контрреволюционной пантюркистской шпионской организации — партии «Милли Фирка». 17 апреля 1938 года вынесенный приговор к высшей мере наказания был приведён в исполнение.
Постановлением Крымского областного суда 18 июня 1957 год Сеитджелиль Хаттатов был реабилитирован. Политик был повторно реабилитирован в начале 1990-х годов, согласно Закону Украинской ССР «О реабилитации жертв политических репрессий на Украине» от 17 апреля 1991 года, «в связи с отсутствием совокупности доказательств, подтверждающих обоснованность привлечения его к уголовной ответственности».